# David Grey (Pokerspieler)
David Grey ist ein professioneller US-amerikanischer Pokerspieler. Er ist zweifacher Braceletgewinner der World Series of Poker.

## Pokerkarriere

### Werdegang
Grey ist als Cash-Game-Spezialist bekannt. Er trat unter anderem in der zweiten Staffel der US-amerikanischen Fernsehserie High Stakes Poker auf. Grey kann einige Turniererfolge für sich verbuchen. In den Jahren 1999 und 2005 gewann Grey je ein Bracelet bei der World Series of Poker (WSOP) am Las Vegas Strip. Zudem erreichte er den achten Platz des WSOP-Main-Events im Mai 2003. Nachdem er vom späteren Sieger Chris Moneymaker eliminiert worden war, erhielt Grey 160.000 US-Dollar für diesen Erfolg. Grey spielte auch in diversen Fernsehturnieren mit, darunter Poker Superstars und Poker After Dark, wo er hinter Daniel Negreanu den zweiten Platz belegte. Seine bis dato letzte Live-Geldplatzierung erzielte Grey bei der WSOP 2016.
Insgesamt hat sich Grey mit Poker bei Live-Turnieren über 1,5 Millionen US-Dollar erspielt.

### Braceletübersicht
Grey kam bei der WSOP 19-mal ins Geld und gewann zwei Bracelets:
| Jahr | Buy-in (in $) | Turnier                      | Teilnehmer | Preisgeld (in $) |
| ---- | ------------- | ---------------------------- | ---------- | ---------------- |
| 1999 | 2500          | Seven Card Stud              | 199        | 199.000          |
| 2005 | 5000          | No Limit Deuce to Seven Draw | 065        | 365.135          |